# Ventiloconvector

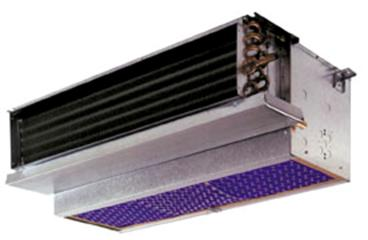

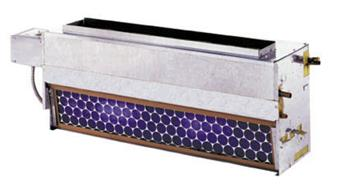

Un ventiloconvector (en inglés, fan coil unit, o FCU) es un dispositivo relativamente sencillo, consistente en una tubería o intercambiador de calor y un ventilador. Forma parte de los sistemas de climatización en edificios residenciales, comerciales o industriales.
Generalmente, los ventiloconvectores climatizan un local (o varios) conectado a una red de tuberías que le proporcionan la energía térmica (calor o frío), y tienen un sistema de regulación propio, generalmente un termostato «todo o nada». Pueden tener distintos diseños, incluyendo el horizontal (montaje en cielorraso) y vertical (montaje como consola, en el suelo).
Debido a su sencillez, son más económicos de instalar que un sistema de climatización por conductos de aire con unidad de tratamiento del aire (UTA). Sin embargo, regulan peor la humedad ambiente y pueden causar ruidos, ya que el ventilador está en el mismo local climatizado.

## Diseño
Un ventiloconvector puede tener distintas formas y tipos y puede instalarse visto u oculto bajo los cielorrasos, normalmente.
Los vistos pueden ser de los llamados de consola, apoyados en el suelo, normalmente bajo las ventanas, o pueden estar colgados del cielorraso. Todos ellos tienen una carcasa de protección, que incluye la rejilla de toma de aire y la de impulsión.
Los ocultos se colocan normalmente tras un falso cielorraso accesible. Las rejillas de toma e impulsión pueden estar en el mismo aparato, o puede llevarse la toma (o la impulsión) mediante un corto conducto para separar las dos funciones, o puede utilizarse para conducto de toma, como plenum, el hueco sobre el falso cielorraso.

## Funcionamiento
El elemento fundamental es una batería de intercambio de calor, que recibe la energía térmica (frío o calor) desde una central de producción, por medio de tuberías. Además dispone de un ventilador que mueve el aire del ambiente por las baterías y de sistemas de control y regulación. En su caso, tiene además una carcasa para alojar dentro todos estos sistemas.
Por lo tanto, la batería recibe agua caliente o fría producida en una central térmica y trasfiere la energía al aire y el ventilador lo impulsa a los locales. La regulación, normalmente, suele consistir en un termostato interno, que toma la temperatura del aire del local en la entrada del retorno, pero puede ponerse un termostato de ambiente separado. En ciertos edificios la regulación se hace mediante un sistema integrado de control, que mueve en el ventiloconvector la válvula de entrada del caloportador, siguiendo las indicaciones de un sensor de ambiente, enlazado con el control central mediante una red.
Por la batería circula agua caliente o fría según las necesidades del local. Puede haber dos intercambiadores, uno para agua caliente y otro para fría. el sistema de control se encarga de dejar pasar agua por uno u otro. El agua, caliente o fría, se prepara en un local técnico, mediante una caldera o una planta enfriadora de agua, respectivamente.
Las tuberías que enlazan los ventiloconvectores con los generadores del local técnico pueden disponerse de dos modos: con dos y con cuatro tuberías. En el primer caso tienen una tubería de ida y otra tubería de retorno y con este sistema solamente puede darse un servicio (calefacción o refrigeración) a la vez a todos los aparatos de la red. En el caso de cuatro tuberías, un par será de ida y retorno para el calor y el otro par de ida y retorno para el frío; a menudo estos ventiloconvectores de cuatro tuberías tienen dos baterías, una para cada servicio, pero no es absolutamente necesario, puesto que los controles son perfectamente capaces de hacer funcionar uno u otro servicio según las necesidades del local. Este tipo de cuatro tuberías se emplea fundamentalmente en edificios donde pueden presentarse a la vez zonas que requieran calefacción mientras que otras demanden refrigeración (debido a causas como diferentes soleamiento, ocupación, orientación, etcétera).
La red de tuberías que alimenta los aparatos puede hacerse con retorno directo o con retorno invertido, tal como las redes de calefacción por agua caliente.
Dependiendo de las temperaturas del agua fría y de la humedad relativa de los espacios climatizados, en las baterías se producirán condensaciones que es necesario evacuar a desagüe. Los condensados se recogerían en una bandeja de condensados incluida en el aparato, con una salida para empalmar con el desagüe y, en caso de haber varios ventiloconvectores, se debe instalar una red de desagüe. Si fuera necesario por la disposición de los aparatos, el desagüe podría hacerse mediante una bomba y, si se hiciera a la red de desagües general, habría que utilizar un dispositivo de cierre inodoro (normalmente un sifón) para evitar que los olores de la red lleguen a los espacios habitados.
Se puede regular la potencia emitida por los ventiloconvectores variando la velocidad del ventilador. Algunos fabricantes logran el control de velocidad ajustando las tomas de un transformador de corriente alterna que suministra energía al motor del ventilador. Por lo general, esto requeriría un ajuste en la etapa de puesta en servicio del proceso de construcción del edificio y, por lo tanto, está establecido de por vida. Otros fabricantes proporcionan motores de condensador dividido permanente (PSC, por sus siglas en inglés) bobinados a medida con tomas de velocidad en los devanados, ajustados a los niveles de velocidad deseados para el diseño del ventiloconvector. Esto puede hacerse mediante un selector de velocidad manual (paro-baja-media-alta) que puede manejar el usuario, o mediante sistemas automáticos regulados por un termostato ambiente.
El control de velocidad de los motores de los ventiladores dentro de un ventiloconvector se utiliza de manera eficaz para controlar la salida de calefacción y refrigeración deseada de la unidad. Se proporciona un interruptor selector de velocidad simple (apagado/alto/medio/bajo) para que el ocupante de la habitación local controle la velocidad del ventilador. Por lo general, este interruptor selector de velocidad está integrado en el termostato de la habitación y se ajusta manualmente o es controlado automáticamente por el termostato digital de la habitación. Los sistemas de gestión de energía del edificio pueden utilizarse para el control automático de la velocidad y la temperatura del ventilador. Los motores de los ventiladores suelen ser de polo sombreado de corriente alterna o condensadores divididos permanentes. Entre los desarrollos más recientes, se encuentran diseños de corriente directa sin escobillas con conmutación electrónica. Si bien estos motores ofrecen importantes ahorros de energía, el costo inicial y el retorno de la inversión deben considerarse detenidamente.

## Unidades de ventiloconvector alimentadas por motor EC/DC
Estos motores a veces se denominan motores DC, a veces motores EC y, en ocasiones, motores EC/DC («DC» significa ‘corriente directa’ y «EC» significa ‘conmutado electrónicamente’, por sus siglas en inglés).
Los motores de corriente directa permiten controlar la velocidad de los ventiladores dentro de un ventiloconvector mediante una «señal» de entrada de 0-10 voltios al motor (o motores); en este caso, no se requieren los transformadores e interruptores de velocidad asociados con los ventiloconvectores de corriente alterna. Hasta un voltaje de señal de 2.5 voltios (que puede variar según los diferentes fabricantes de ventiladores/motores), el ventilador estará en una condición de detenido, pero, a medida que aumente el voltaje de señal, el ventilador aumentará su velocidad sin ningún problema hasta alcanzar su máxima velocidad a un voltaje de señal de 10 voltios. Los ventiloconvectores generalmente funcionarán entre aproximadamente 4 y 7.5 voltios, porque, por debajo de 4 voltios, los volúmenes de aire son ineficaces, y, por encima de 7.5 voltios, es probable que el ventiloconvector sea demasiado ruidoso para la mayoría de las aplicaciones comerciales.
El voltaje de la señal de 0-10 voltios puede configurarse mediante un simple potenciómetro o enviarse a los motores de los ventiladores mediante el controlador de terminal en cada una de las unidades de ventiloconvector. El primero es muy simple y económico, pero el segundo abre la posibilidad de modificar continuamente la velocidad del ventilador en función de diversas influencias o condiciones externas. Estas influencias o condiciones externas podrían ser la demanda «en tiempo real» de calefacción o refrigeración, niveles de ocupación, interruptores de ventana, relojes de tiempo o cualquier número de otras entradas de la propia unidad, el sistema de gestión del edificio o ambos.
La razón por la que, a pesar de su aparente complejidad relativa, estas unidades de ventiloconvector de corriente directa se están volviendo más populares es por sus niveles mejorados de eficiencia energética en comparación con sus homólogos impulsados por motores de corriente alterna de hace tan solo unos años. Un cambio directo de corriente alterna a corriente directa reducirá el consumo eléctrico en un 50 %, y la aplicación del control de velocidad del ventilador dependiente de la demanda y la ocupación puede llevar los ahorros hasta un 80 %. En áreas del mundo donde existen exigencias legales de eficiencia energética para ventiloconvectores (como en el Reino Unido), las unidades de ventiloconvector de corriente directa se están convirtiendo rápidamente en la única opción.

## Espacios donde se utiliza
El ventiloconvector es una solución excelente para la climatización todo-agua en grandes edificios residenciales y en locales comerciales. En estos casos el aparato se monta sobre el falso techo de los aseos o pasillos (suelen necesitar menor altura libre) y recirculan el aire de los locales climatizados, con la posibilidad de apagado en los locales o zonas no usados en ciertos momentos, para ahorrar energía.
Una variante de los ventiloconvectores, simplificada al máximo, llamada calorífero o aerotermo, se utiliza como instalación económica en almacenes, pasillos e incluso en grandes salas de deporte.

## Instalación
En la construcción residencial de gran altura, generalmente cada ventiloconvector requiere una penetración rectangular en la losa de hormigón sobre la que se asienta. Por lo general, hay 2 o 4 tubos de ABS, acero o cobre que atraviesan el piso. Los tubos suelen estar aislados con aislamiento de refrigeración, como espuma flexible de acrilonitrilo butadieno/cloruro de polivinilo (AB/PVC, de las marcas Rubatex o Armaflex) en todas las tuberías o, al menos, en las líneas frías.

## Ventiloconvector con aire exterior
Esta variante se utiliza principalmente en aulas, hoteles, apartamentos y casas de vecinos. La diferencia es que está conectada al exterior mediante un conducto, de modo que puede introducir aire para la ventilación, el cual acondiciona antes de impulsarlo al local que sirve. Con ello soluciona uno de los problemas más importantes de muchas instalaciones de ventiloconvectores, la ventilación.

## El mercado europeo
El ventiloconvector está compuesto por una cuarta parte de unidades de 2 tubos y tres cuartas partes de unidades de 4 tubos, y los productos más vendidos son «con carcasa» (35 %), «sin carcasa» (28 %), «casete» (18 %) y «canalizados» (16 %).
En 2010, el mercado europeo por países se dividía de la siguiente manera:
| Países                            | Volumen de ventas en unidades | Participación |
| --------------------------------- | ----------------------------- | ------------- |
| Benelux                           | 33 725                        | 2.6 %         |
| Francia                           | 168 028                       | 13.2 %        |
| Alemania                          | 63 256                        | 5.0 %         |
| Grecia                            | 33 292                        | 2.6 %         |
| Italia                            | 409 830                       | 32.1 %        |
| Polonia                           | 32 987                        | 2.6 %         |
| Portugal                          | 22 957                        | 1.8 %         |
| Rusia, Ucrania y países de la CEI | 87 054                        | 6.8 %         |
| Escandinavia y países bálticos    | 39 124                        | 3.1 %         |
| España                            | 91 575                        | 7.2 %         |
| Turquía                           | 70 682                        | 5.5 %         |
| Reino Unido e Irlanda             | 69 169                        | 5.4 %         |
| Europa Oriental                   | 153 847                       | 12.1 %        |